# Kærsnerre
Kærsnerre (Galium palustre), ofte skrevet kær-snerre, er en flerårig, 15-50 centimeter høj plante i krap-familien. Stænglen er spinkel, 4-kantet og mere eller mindre ru. Bladene sidder 4(-6) sammen i kransene og er lancetformede eller omvendt ægformede med afrundet spids. De enkelte blade er af uens størrelse. Frugten har små gruber. Arten er udbredt i den nordlige halvkugles tempererede områder.
I Danmark er kærsnerre almindelig på enge, ved søbredder, i kær og moser. Den blomstrer i juni til august.

## To underarter i Danmark
Der findes to underarter i Danmark:
- Galium palustre subsp. palustre
- Galium palustre subsp. elongatum

Underarten vandsnerre (subsp. elongatum) adskiller sig ved at have en lidt større krone på 4-5 millimeter og større frugter, der er mere end 1,7 millimeter brede.